# ナカンテクノ
ナカンテクノ株式会社（ナカンテクノ、英文社名：Nakan Techno Co.,Ltd.）は、千葉県佐倉市に本社を置く液晶製造装置を製造、販売するメーカーである。
液晶パネル用の配向膜印刷装置は主力商品。

## 主力製品・事業
- 液晶パネル用の配向膜印刷装置

## 主要事業所
- 本社 - 千葉県佐倉市太田2071
- 佐倉第二工場 - 千葉県佐倉市石川583-1

## 海外拠点
- 新竹事務所 - 中華民國台灣省新竹縣竹北市成功一街156號2樓
- 台南事務所 - 中華民國台灣省台南縣新市郷和平街166號1樓
- 深圳事務所 - 中国深圳市南山区科技園北區朗山二號路8號 豪威大廈四楼
- 上海事務所 - 中国上海市四川北路1611号1707室凱潤商務楼
- 韓国支店 - 韓国京畿道平沢市二忠洞359-10

## 沿革
- 2009年 - 東証一部上場のヘリオステクノホールディング（株）が株主となり、ナカンテクノ（株）を設立、事業譲渡され、グループ会社となる。
- 2009年 - 台湾新竹に新竹事務所を開設
- 2009年 - 中国上海に上海事務所を開設
- 2009年 - 台湾台南に台南事務所を開設
- 2010年 - 韓国二忠に韓国支店を開設
- 2010年 - 中国深圳に深圳事務所を開設

## 主要関係会社

### 国内グループ企業
- ヘリオス　テクノ　ホールディング - 親会社
- フェニックス電機 - ランプ事業